# Clinopodium alpestre
Clinopodium alpestre là một loài thực vật có hoa trong họ Hoa môi. Loài này được (Urb.) Harley mô tả khoa học đầu tiên năm 2000.